# Jocelyne Couset
Jocelyne Couset, née le 6 février 1964, est une judokate belge qui évoluait dans la catégorie des plus de 72 kg (lourds).

## Palmarès
Jocelyne Couset a fait plusieurs podiums internationaux.
Elle a remporté six fois le championnat de Belgique sénior.
| Chpt de Belgique  | Chpt de Belgique  | 1983 | 1984 | 1985 | 1986 | 1987 | 1988 | 1989 | 1990 | 1991 | 1992 |
| ----------------- | ----------------- | ---- | ---- | ---- | ---- | ---- | ---- | ---- | ---- | ---- | ---- |
| poids lourds      | +72 kg            | 1er  | -    | 1er  | 1er  | -    | 2e   | 1er  | 3e   | 3e   | 1er  |
| toutes catégories | toutes catégories | 3e   |      |      |      | 3e   | 1er  |      |      |      |      |